# Kevin John Edusei

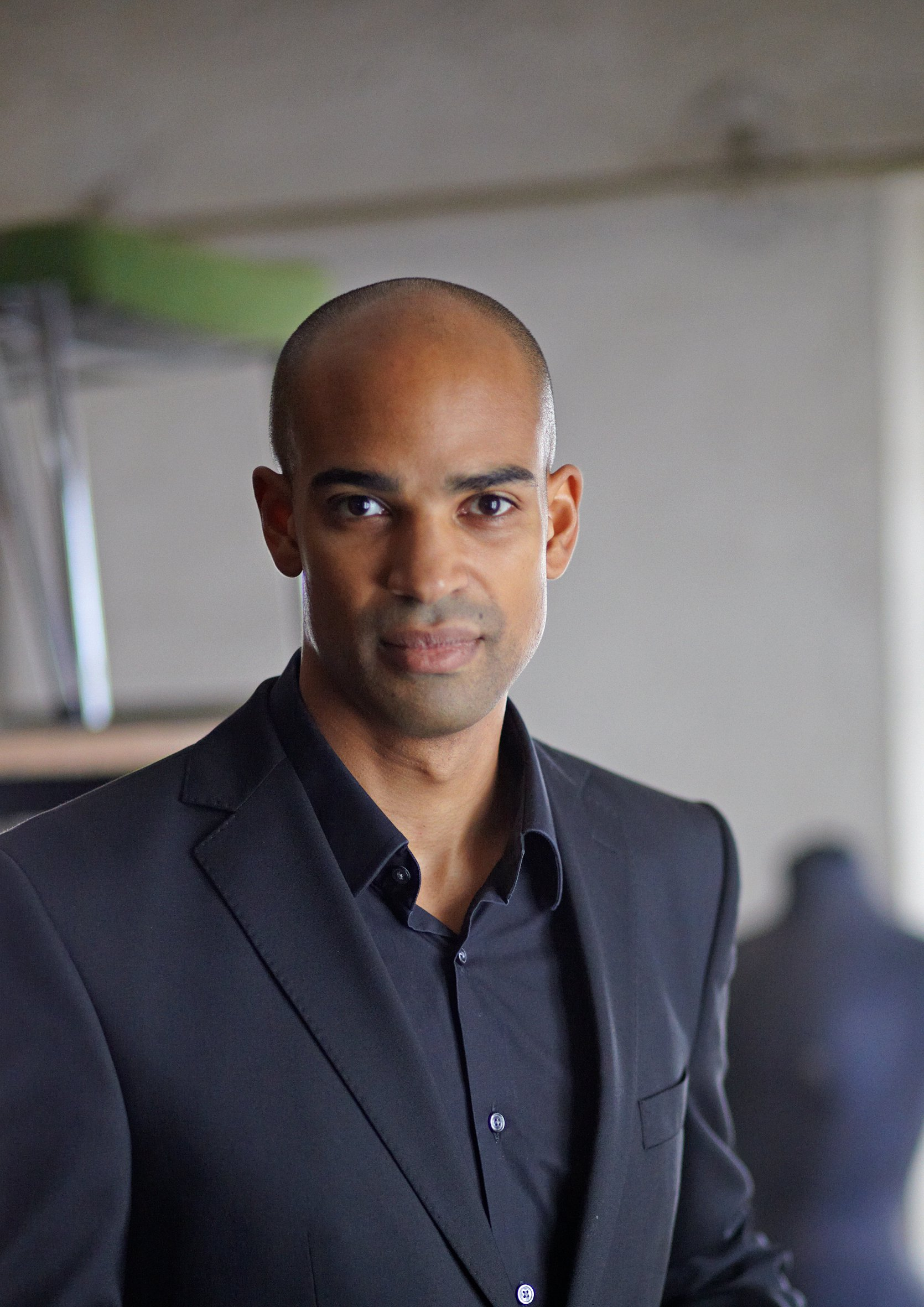
Kevin John Edusei

Kevin John Edusei (nacido el 5 de agosto de 1976 en Bielefeld ) es un director de orquesta alemán,  que fue director titular de la Orquesta Sinfónica de Múnich y del Teatro de Conciertos de Berna.

## Biografía
Edusei nació en Bielefeld y estudió dirección de orquesta, percusión clásica e ingeniería de sonido (Tonmeister) en la Universidad de las Artes de Berlín y en el Conservatorio Koninklijk de La Haya, donde entre sus profesores se encontraban Jac van Steen y Ed Spanjaard.
En 2004, Edusei recibió una beca del Festival de Música de Aspen para estudiar con el maestro David Zinman. Sus otros mentores incluyen a Kurt Masur, Péter Eötvös, Marc Albrecht, Peter Gülke y Sylvain Cambreling. En 2004 colaboró con Ensemble Modern y trabajó como asistente de dirección en el Teatro Nacional Alemán de Weimar durante dos temporadas. 
Desde la temporada 2004/05, Edusei fue primer Maestro de capilla y director general adjunto de música en el Teatro de Bielefeld. De 2007 a 2011 trabajó en el mismo puesto en el Teatro Estatal de Augsburgo. Ganó el premio de la clase magistral en la Academia del Festival de Lucerna en 2007 bajo la dirección de Pierre Boulez y Péter Eötvös  y ganó el primer premio en el Concurso de Dirección Dimitris Mitropoulos en Atenas en 2008. Edusei es alumno de Akademie Musiktheater heute  que cuenta con el apoyo de la Fundación Deutsche Bank, y del Foro de Directores del Consejo Alemán de la Música. 

### Posiciones
En 2013, Edusei fue nombrado director titular de la Orquesta Sinfónica de Múnich. Ocupó este cargo hasta la temporada 2021/22. 
En 2014, Edusei se convirtió en director invitado principal del Konzert Theater Bern y luego se convirtió en director titular de 2015 a 2019. Durante este tiempo dirigió nuevas producciones de, entre otros, Peter Grimes, Salomé, Ariadne auf Naxos, El castillo del duque de Barba Azul, Tannhäuser, Tristán e Isolda, Káťa Kabanová y un ciclo de óperas de Mozart Da Ponte.
Edusei fue nombrado director invitado principal de la Orquesta Sinfónica de Fort Worth a partir de la temporada 2022/23 después de debutar allí en septiembre de 2021. 

### Director invitado
Edusei ha dirigido importantes orquestas internacionales como la Filarmónica de Múnich, la Orquesta Sinfónica Alemana de Berlin, la Orquesta Sinfónica de Londres, la Orquesta Filarmónica de Londres, la Orquesta Sinfónica de la BBC, la Royal Philharmonic Orchestra, la Orquesta Sinfónica de la ciudad de Birmingham, la Orquesta Hallé de Manchester, la Royal Scottish National Orchestra y la Orquesta Filarmónica de Róterdam, Orquesta Filarmónica de la Radio de los Países Bajos, Orquesta Filarmónica de la Radio Finlandesa, Orquesta Filarmónica de Los Ángeles, Orquesta Sinfónica de Cincinnati, Orquesta Sinfónica de Dallas, Orquesta de Minnesota, Orquesta Sinfónica Nacional de Estados Unidos, Sinfónica de Seattle y Orquesta Sinfónica de Sydney.
En enero de 2025, Edusei hará su debut con la Filarmónica de Nueva York en un programa de Also Sprach Zarathustra de Richard Strauss.
Edusei hizo su debut en BBC Proms en agosto de 2017 con Chineke! Orchestra,  con la que mantiene una larga relación artística y con la que ha aparecido varias veces en giras y festivales por toda Europa desde 2016. En 2022 regresó al Royal Albert Hall con la 9ª sinfonía de Ludwig van Beethovenretransmitida por la BBC.

### Teatro musical
En otoño de 2022, Edusei debutó en la Royal Opera House Covent Garden con La bohème de Puccini. La producción de Richard Jones, protagonizada por Ailyn Pérez y Juan Diego Flórez, fue transmitida en vivo en cines de todo el mundo. En 2023/24, Edusei regresó en la Royal Opera House Covent Garden para Madama Butterfly con Asmik Grigorian en el papel principal. Anteriormente dirigió en la Semperoper Dresde, la English National Opera, la Staatsoper de Hamburgo, la Volksoper de Viena y la Komische Oper de Berlín, entre otras, incluido un Réquiem de Verdi presentado por Calixto Bieito en 2018,  Tosca en el Ópera de Hanóver en 2019  y Las bodas de Fígaro con la English National Opera en 2020. 

## Premios
- Primer premio en el Concurso Internacional de Dirección Mitropoulos 2008 [22]
- Ganador del Concurso del Festival de Lucerna 2007 [23]

## Discografía (selección)
| Orchester                 | Album                                                             | Solist | Label          | Erscheinungsjahr |
| ------------------------- | ----------------------------------------------------------------- | --- | -------------- | ---------------- |
| Münchner Symphoniker      | Einschoch6: Die Stadt springt                                     | Einschoch6 | Solo Musica    | 2015             |
| Münchner Symphoniker      | Chaikovski: Extractos del Casanueces                              | | Solo Musica    | 2016             |
| Tonkünstler-Orchester     | Enjott Schneider: Schatten im Dunkel                              | | WERGO          | 2016             |
| Tonkünstler-Orchester     | Enjott Schneider: Bach, Dracula, Vivaldi & Co.                    | Csaba Kelemen, trumpet; Stefan Langbein, trombone | WERGO          | 2016             |
| Chineke! Orchestra        | Dvořák & Sibelius                                                 | | Signum Records | 2017             |
| Münchner Symphoniker      | Schubert: Sinfonías Nrs 4 & 7                                     | | Solo Musica    | 2017             |
| Münchner Symphoniker      | Schubert: Sinfonías Nrs 5 & 6                                     | | Solo Musica    | 2018             |
| Berner Symphonieorchester | Korngold & Mozart: Conciertos para violín                         | | Claves Records | 2018             |
| Berner Symphonieorchester | Shostakóvich, Weinberg & Kobekin                                  | Anastasia Kobekina, cello | Claves Records | 2019             |
| Münchner Symphoniker      | 1939                                                              | Fabiola Kim, violin | Solo Musica    | 2019             |
| Münchner Symphoniker      | Schubert: Sinfonías Nrs 3 & 7                                     | | Solo Musica    | 2020             |
| The Royal Opera           | Puccini: Madama Butterfly                                         | Asmik Grigorian (Cio-Cio San), Joshua Guerrero (Pinkerton), Lauri Vasar (Sharpless), Hongni Wu (Suzuki), Ya-Chung Huang (Goro), Jeremy White (The Bonze) | Opus Arte      | 2024             |
| London Symphony Orchestra | Rózsa: Concierto para violín - Bartók: Concierto para violín Nr 2 | Roman Simovic | LSO Live       |                  |